# شیگرو کازاماتسو
شیگرو کازاماتسو (به انگلیسی: Shigeru Kasamatsu) ژیمناست زادهٔ ۱۶ ژوئیهٔ ۱۹۴۷ میلادی اهل کشور ژاپن است.